# Miami Open 1990
Il Miami Open 1990, ufficialmente Lipton International Players Championships 1990,per motivi di sponsorizzazione è stato un torneo di tennis giocato sul cemento. 
È stata la 6ª edizione del Miami Open, facente parte della categoria ATP Super 9 nell'ambito dell'ATP Tour 1990 e della Tier I nell'ambito del WTA Tour 1990. 
Sia il torneo maschile che quello femminile si sono giocati al Tennis Center at Crandon Park di Key Biscayne in Florida, dal 12 al 26 marzo 1990.

## Campioni

### Singolare maschile
Andre Agassi ha battuto in finale  Stefan Edberg con il punteggio di 6–1, 6–4, 0–6, 6–2

### Singolare femminile
Monica Seles ha battuto in finale  Judith Wiesner con il punteggio di 6–1, 6–2

### Doppio maschile
Rick Leach /  Jim Pugh hanno battuto in finale  Boris Becker /  Cássio Motta con il punteggio di 6–3, 6–4

### Doppio femminile
Jana Novotná /  Helena Suková hanno battuto in finale  Betsy Nagelsen /  Robin White con il punteggio di 6–4, 6–3